# Фердинанд Кристоф фон Валдбург-Цайл
Фердинанд Кристоф Вунибалд фон Валдбург-Цайл (на немски: Ferdinand Christoph Wunibald von Waldburg-Zeil; * 6 февруари 1719, Залцбург; † 9 април 1786, Залцбург) от фамилията на наследствените имперски трушсес и графове фон Валдбург-Цайл-Траухбург е княжески епископ на Кимзе (1772 – 1786). Той е считан за един от най-значимите църковни политици по неговото време.

## Биография
Той е малкият син на наследствен трушсес, фрайхер и граф Йохан Якоб фон Валдбург-Цайл-Траухбург (1686 – 1750), императорски съветник, оберщалмайстер на архиепископство Залцбург и главен-кемерер, и съпругата му графиня Мария Елизабет фон Кюенбург (1693 – 1719), дъщеря на граф Йохан Йозеф фон Кюенбург (1652 – 1726) и графиня Йозефа фон Харах-Рорау (1664 – 1741). По-големият му брат Франц Антон фон Валдбург-Цайл-Траухбург (1714 – 1790) е имперски наследствен „трушсес“ и фрайхер на Валдбург-Цайл-Траухбург, граф на Цайл (1750 – 1790), и господар на Траухбург, имперски дворцов съветник и императорски кемерер, таен съветник на Курфюрство Бавария, пфлегер на Тюркхайм, Швабия.
Фердинанд Кристоф е записан да следва през 1729 г. в университета в Залцбург. От 1736 г. следва в Collegium Clementinum в Рим. Той става домхер в Залцбург и Халберщат (1745), в Аугсбург (1746 – 1785), домдекан в Залцбург (1753 – 1773), съветник на архиепископа на Залцбург. Той е добър дипломат. На 18 октомври 1772 г. е избран за епископ на Кимзе. На 14 февруари 1773 г. е помазан за епископ и започва службата си едва на 9 октомври 1774 г.
Фердинанд Кристоф си кореспондира с членове на курфюрстките къщи на Бавария и Саксония и с множество други високопоставени личности. В Залцбург той помага на Волфганг Амадеус Моцарт. Заедно с брат си Франц Антон участва в основаването на „Курфюрстката академия в Мюнхен“, в която по политически причини не става член. Той е член на масонската ложа в Залцбург и през 1777 г. е ръководител на ложата в Мюнхен.
Фердинанд Кристоф умира на 67 години на 9 април 1786 г. в Залцбург. Той оставя голяма научна библиотека с над 5000 книги. Погребан е в капелата „Габриел“ в Залцбург и е преместен през 1967 г. в свещеническата гробница в гробището „Себастиан“.
Неговият племенник Зигисмунд Кристоф фон Валдбург-Цайл-Траухбург (1754 – 1814) е епископ на Кимзе от 1797 до 1805 г.